# Спомен-парк Шубићевац
|  | Овај чланак је део чланка о Споменицима посвећеним Народноослободилачкој борби 1941—1945. |

Спомен-парк Шубићевац (познат и под називом Спомен-парк стрељаних и споменик Ради Кончару и друговима) је меморијални парк у Шубићевцу, пределу града Шибеника, где су италијански фашисти од 1941. до 1943. године вршили стрељања многих родољуба и антифашиста. Спомен-парк је свечано отворен 1962. године. Аутори споменика унутар парка су вајар Коста Ангели Радовани и архитекта Зденко Колацио.

## Историја
Шибеник су 15. априла 1941. године окупирале италијанске фашистичке снаге. У шибенском затвору је до капитулације Италије било затворено до 6300 људи из Далмације, од којих је 200 било осуђено на смрт. Њих 43 било је стрељано на Шубићевцу. Дана 22. маја 1942. године, фашисти су на истом месту стрељали Раду Кончара и још 25 антифашиста.
После рата, простор је уређен у спомен-парк, а 1961. године подигнут је споменик Ради Кончару и друговима. На двадесету годишњицу стрељања Кончара и 25 антифашиста, 22. маја 1962. године, спомен-парк је био свечано отворен.
Од 1990-их, спомен-парк је запуштен и полагано пропада. Године 2009, спроведена је акција чишћења спомен-парка од графита.

## Опис парка
На улазу у спомен-парк стоји бронзани рељеф са приказом скупине од једанаест људских фигура, постројених уза зид, у призору и ставу чекања на стрељање. Покрај фигура стоји вијорећа застава с мотивом петокраке звезде.
Централни мотив унутар спомен-парка је споменик Ради Кончару и друговима. Подигнут је 1961. године. Кост Ангели Радовани је споменик остварио у облику кристаличног ступа с доживљајем људске фигуре, али у чистој геометријској шематици. Споменик је чиста прочишћена форма што делује снагом волумена и оштрим ломовима светла на резаним бридовима масе.
Из споменика стоји ред од десетак бетонских ступова за које су фашисти везивали своје жртве и затим их стрељали.

### Спомен-плоче
На путу до централног споменика, уз стазу се налазе три спомен-камена на којима су уз пригодне стихове исписана и имена више група стрељаних. Подигнути су 22. маја 1978. године.
Текстови на плочама:
| Ako si zastao, daleki neznani druže, i pogled ti slučajno na ovo mjesto pao, i kamen i zemlja šaptat će poruku: za tvoje proljeće - život svoj sam dao Kresović Lazo Vojin, Kresović Stanko Spasin Lazunica Stevan Lazin, Mandić Jovan Todorov Mandić Milan Stevanov, Matijević Miloš Savin Mijalica Đuro Jovin, Mijalica Stevan Ilijin Mišković Luka Vidov, Tomašević Obrad Savin Strijeljanima od talijanskih fašista 1942. godine u znak sjećanja spomen znamen postavi narod Šibenika 22. svibnja 1978. |  |  |  | Ovdje su pucali u grudi Partije, ali nisu uspjeli zatrti sjeme njeno, slobodarski Šibenik pamti sve: nitko nije zaboravljen i ništa nije zaboravljeno Belamarić Ante Vladin, Bujas Mate Antin Junaković Dragomir Stipin, Lasić Ivica Antin Šantić Ante Petrov, Višić Blaž Stipin Vrljević Duško Milošev Strijeljanima od talijanskih fašista 1941. godine u znak sjećanja spomen kamen postavi narod Šibenika 22. svibnja 1978. |  |  |  | Mrtvi vojnici Partije u stroj uzalud vam fašisti sasuše plotune u prsa u glavu nema smrti što bi priječila da san komunista šiklja u javu Rade Končar, Feđa Borožan, Ignacijo Brajević, Božo Dumanić, Jozo Dumanić, Paško Dumanić, Milivoj Jelaska, Života Katunalić, Dušan Kažimir, Ivo Kovačić, Jozo Kuzmić, Vojko Matošić, Stjepan Polić, Ante Poljičak, Božo Puljas, Nikola Purišić, Ante Radica, Jozo Ružić, Josip Siriščević, Petar Siriščević, Vicko Siriščević, Nikola Trebotić, Ante Vrdoljak, Karlo Vušković, Duje Žegarac, Nikola Žitko U spomen strijeljanih splitskih komunista što ih talijanski fašisti zločinački pobiše 22. svibnja 1942. ovaj spomen kamen podiže narod Splita 22. svibnja 1978. |

## Галерија
- Споменик у помен на стрељане партизане и симпатизере НОП-а (Коста Ангели Радовани)
- Цео бронзани рељеф
- Прилаз централном споменику
- Централни споменик посвећен Ради Кончару и друговима стрељанима 22. маја 1942. (Зденко Колацио)
- Спомен-плоча на месту где је стрељан Раде Кончар
- Спомен-плоче с именима стрељаних у парку од 1941. до 1943.